# Carly Smithson
Carly Sarah Smithson (nascida Hennessy; Dublin, 12 de setembro de 1983) é uma cantora mezzosoprano e compositora irlandesa, ex-finalista do programa norte-americano American Idol e vocalista da banda We Are The Fallen.

## Biografia

### Primeiros anos
Após 6 meses vivendo em Dublin, Smithson e seus pais Mar Murray e Lucas Hennessy se mudaram para Joanesburgo, África do Sul. Ela começou cantar com cerca de 4 anos de idade e também trabalhou como modelo e em campanhas publicitária, além de algumas atuações na tv e no teatro. Aos 5 anos foi contratada para Denny’s Salsicha e permaneceu por três anos. Em 1990 interpretou Marianne em Fools of Fortune. 2 anos mais tarde, em 1992, ela aderiu ao elenco de Les Miserables e estrelou como Cosette na Irlanda. Smithson Quando tinha 10 anos, gravou um CD independente: Carly’s Christmas Album no Reino Unido. Aos 14 anos, seus pais se separaram. Um ano mais tarde, Carly e seu pai foram para os Estados Unidos a fim de Carly construir uma carreira musical.
Antes de seu casamento com Todd Smithson, Carly Smithson (como Carly Hennessy) lançou um álbum pela MCA Records chamado Ultimate High em 2001. Smithson declarou que o álbum não teve muita oportunidade na mídia, e não era aquilo que ela realmente queria fazer, isso devido ao registro da gravadora em fusão com uma gravadora-mãe. Apesar de alguns artistas como Sheryl Crow conseguir sobreviver à fusão,  o álbum de Smithson foi lançado, mas com pouca divulgação. Por consequência, foi vendido apenas 300 exemplares nos primeiros três meses. A MCA Records gastou mais de US$ 2 milhões na produção e divulgação do álbum de Smithson, que foi finalmente liberado em 13 de novembro de 2001.
Após seu sucesso no American Idol, cópias de “Ultimate High” foram colocadas em prateleiras de lojas, livrarias e na Virgin Records. A música e o vídeo do primeiro single, I’m Gonna Blow Your Mind, também ficou disponível na forma de  download no iTunes. Por um breve período após a eliminação de Carly no programa, o álbum fez um pico no Top 10 da Amazon como mais vendidos álbuns digitais, bem como é apresentado na página inicial do MP3.

## American Idol

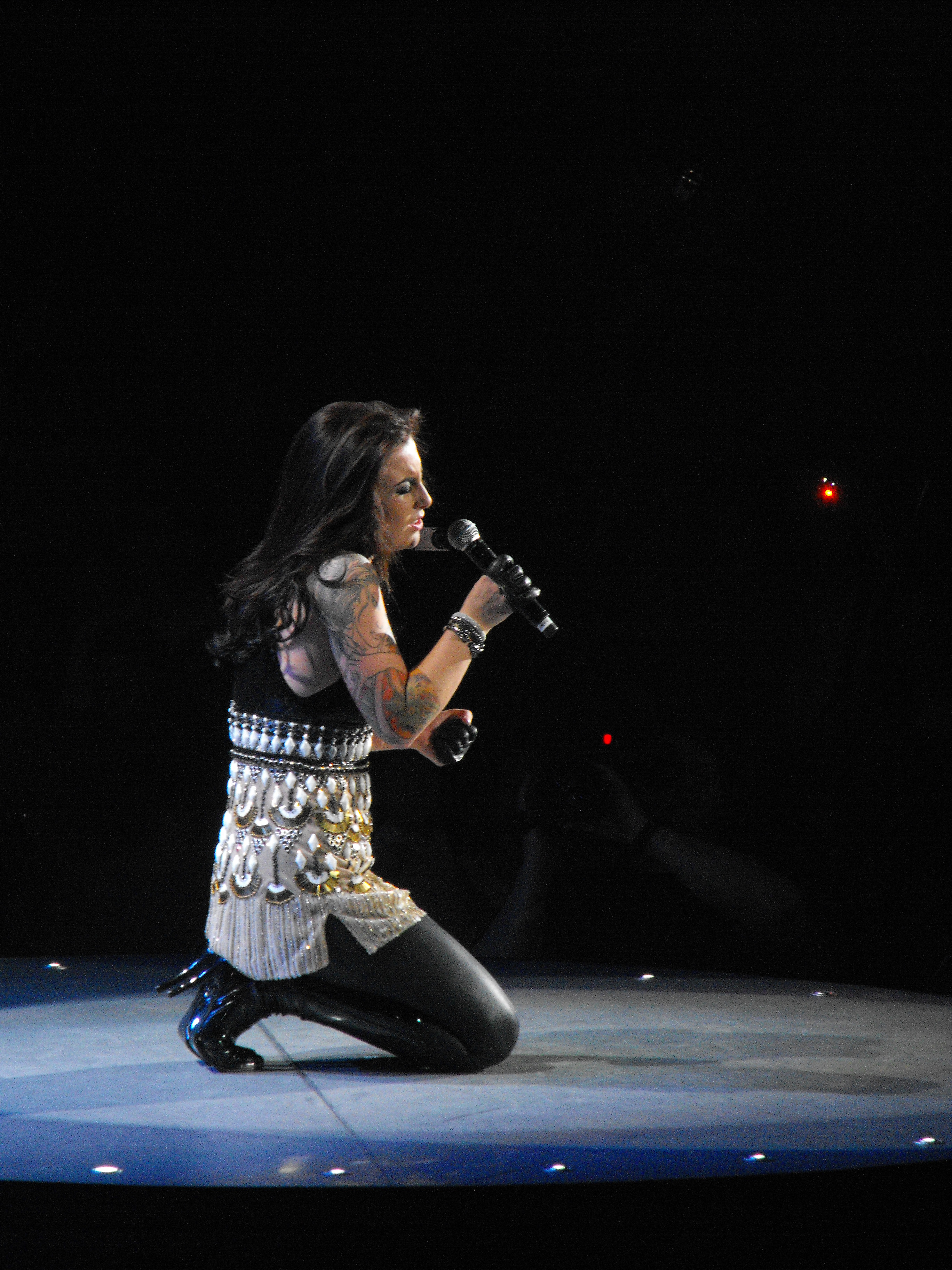
Smithson se apresentando ao vivo durante a turnê American Idols Live! em 2008.

Após o fracasso musical, Smithson decidiu fazer uma pausa na música. Conheceu o marido Todd Smithson, em uma loja de tatuagem, em Los Angeles. Moraram em Marietta, Georgia por alguns anos, quando Smithson trabalhava em um bar irlandês chamado Fado. Em uma coincidência ligação, Michael Johns (outro concorrente do American Idol), também trabalhava no Fado, com o seu nome verdadeiro Michael Lee, dando o primeiro empurrão na carreira da companheira. In 2005, Smithson and her husband moved to San Diego, where they currently reside. Smithson has an older half-brother named Nik Em 2005, Smithson e seu marido retornaram a San Diego, onde reside atualmente. Smithson, em seguida, foi ouvida em Las Vegas para a 5° temporada do American Idol ; ela foi aceita por unanimidade, no entanto, foi posteriormente desqualificada porque a papelada para a sua entrada no programa tinha sido adiada. Em 2007 foi ouvida novamente para a 7° temporada do American Idol, mais uma vez aceita, mas desta vez com a devida documentação.
Depois que foi eliminada do American Idol, Smithson fez muitas aparições em shows, como por exemplo no Live with Regis e Kelly, o Tonight Show com Jay Leno, Access Hollywood, e Today.

## Pós-Idol
Smithson gravou duas canções para seu álbum solo pós-Idol, Lay With Me e Let Me Fal. Carly foi colocando os retoques finais em seu álbum, sendo seu segundo álbum oficial. Sua gravadora recusou algumas canções e não aceitaram o fato de Smithson querer algo mais pesado que os padrões estabelecidos, sendo esse o principal desentendimento com os empresários. No dia 18 de junho de 2009, Smithson uniu forças com os ex-integrantes da banda Evanescence, os  guitarristas/compositores Ben Moody, John LeCompt junto ao  baterista Rocky Gray e o ex-Disturbed, Marty O'Brien.  No mesmo ano foi criada a banda We Are The Fallen.

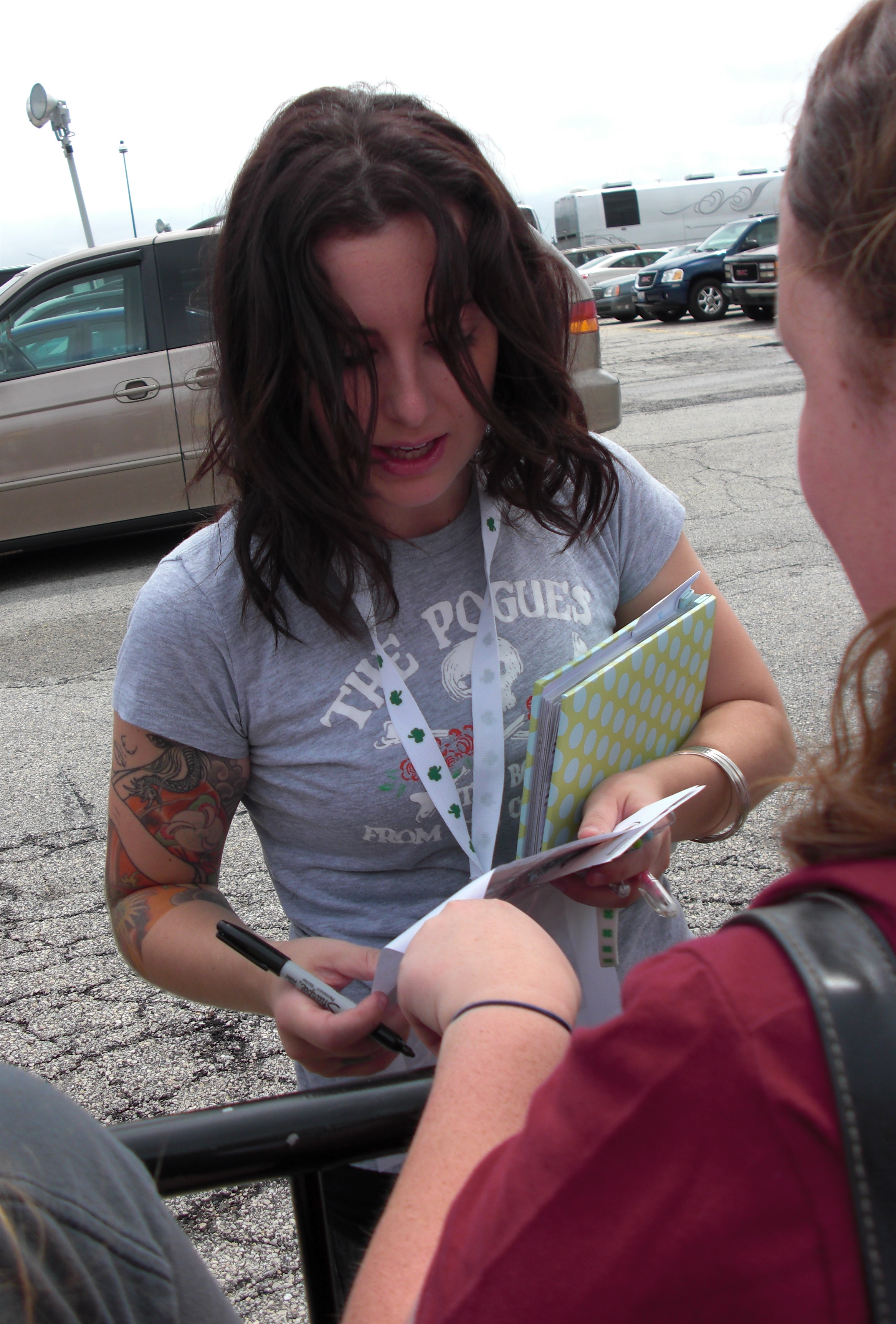
Smithson dando autógrafos durante a turnê American Idols Live! em 2008.

## Discografia

### Com o We Are the Fallen
| Ano  | Álbum |
| ---- | --- |
| 2010 | Tear the World Down - Ano de lançamento: 11 de maio de 2010 - Gravadora: Universal Republic - Posição na Billboard 200: 33 - Vendas nos Estados Unidos: 40,000 |

### Álbuns
| Ano                                                                  | Álbum                                             | Posições | Posições        | Certificações          |
| Ano                                                                  | Álbum                                             | US       | Álbuns Digitais | Certificações          |
| -------------------------------------------------------------------- | ------------------------------------------------- | -------- | --------------- | ---------------------- |
| 1993                                                                 | Carly's Christmas Album - Gravadora: Desconhecido | —        | —               | - Vendas: Desconhecido |
| 2001                                                                 | Ultimate High - Gravadora: MCA Records            | —        | —               | - Vendas: 378          |
| "—" denota lugar onde não vendeu o suficiente para entrar na parada. |                                                   |          |                 |                        |

### Singles
| Ano                                                                  | Single                   | Posições | Álbum         | Vendas                 |
| Ano                                                                  | Single                   | US       | Álbum         | Vendas                 |
| -------------------------------------------------------------------- | ------------------------ | -------- | ------------- | ---------------------- |
| 2001                                                                 | I'm Gonna Blow Your Mind | —        | Ultimate High | - Vendas: Desconhecido |
| 2001                                                                 | Beautiful You            | —        | Ultimate High | - Vendas: Desconhecido |
| "—" denota lugar onde não vendeu o suficiente para entrar na parada. |                          |          |               |                        |

## Filmografia
| Filme | Filme            | Filme      |
| Ano   | Filme            | Personagem |
| ----- | ---------------- | ---------- |
| 1990  | Fools of Fortune | Marianne   |